# Ценностная нейтральность
Ценностная нейтральность (нем. werturteilsfreie Wissenschaft, англ. axiological neutrality) — научный методологический принцип, предложенный социологом Максом Вебером в сочинении «Политика как призвание». Она требует, чтобы исследователь осознал свои собственные ценности (этические, политические, религиозные) в ходе своей научной работы, чтобы максимально уменьшить предвзятость своих собственных оценочных суждений. Соблюдение принципа является частью критерия научной нейтральности.
Цель исследователя социальных наук состоит в том, чтобы анализ предмета исследования не был бы построен на оценочном суждении, особенно априорном, вообще не основанном на научном анализе и опыте. Такое суждение определялось бы не объективным анализом предмета исследований, а представлением о том, какой результат анализа был бы более «ценным». Таким образом Вебер ввёл различие между «оценочным суждением» (неправомерно выводимым из собственной системы ценностей) и ценностью объективного научного знания.

## Примеры применения
Обсуждая предложение создавать научно-исследовательские институты в монастырях, религиовед Е. С. Элбакян заметила, что в области естественных наук научная работа требует длительной специальной профессиональной подготовки, а в области социальных наук такая работа нарушала бы принцип аксиологической нейтральности:

Но если для любого ученого аксиологическая (ценностная) нейтральность является одним из важнейших принципов его научной деятельности, то для монашествующего это заведомо невозможно: посвятив свою жизнь Богу и тому виду служения Ему, который принят в монастыре, инок не вправе ни в какой момент своей жизни (в том числе и во время научных изысканий) забывать об этом или делать второстепенным, не влияющим на его умозаключения.